# 塭子川
塭子川，又稱塭仔圳，位於台灣北部，是淡水河的支流，主流河長約13公里，流域面積約89平方公里，流域分佈於新北市五股區、泰山區、新莊區。塭子川係匯集觀音山、林口台地東坡眾溪流而成，是台北盆地西側的重要河川。其上游名為大窠溪，發源於林口交流道東側，標高372公尺，向東南流入台北盆地後，轉向北注入淡水河。
塭子川下游近河口處原有洲子尾溝、觀音坑溪兩條支流分自東、西兩側匯入，再行注入淡水河。後因拓寬淡水河道工程而炸毀獅子頭隘口，即變成現況之各自注入淡水河。
塭子川中下游地勢低窪，賴沿岸防潮堤和大小閘門控制河水與潮水，兩岸仍為良田。1968年起，塭子川沿岸開始淹水，1970年艾莉思等颱風的破壞，積水面積擴大，已無法耕種。由於每遇颱風或豪雨，台北盆地西側便因排水不良而造成災害，政府遂興建二重疏洪道以解決當地水患之苦。

## 塭子川流域主要支流
- 塭子川：新北市、桃園市
  - 舊塭子川：新北市五股區
    - 五股坑溪：新北市五股區

  - 中港排水溝：新北市五股區、泰山區、新莊區
    - 貴子坑溪：新北市泰山區

  - 大窠溪：新北市五股區、泰山區、林口區、桃園市龜山區
    - 水碓窠溪：新北市五股區、泰山區
    - 橫窠溪：新北市泰山區
      - 新寮坑溪：新北市泰山區

    - 柯厝坑溪：新北市泰山區
      - 錢厝坑溪：新北市泰山區